# Love Community.
Love Community.（ラブコミュニティ）は、日本の3人組J-POPバンドである。

## プロフィール
声優でもある並木のり子がヴォーカルを担当するバンド。
映画名前のない女たちではCANDY爆弾が挿入歌として使用されている。

## メンバー
BASS,DRUM不在の3人編成
- norico（ノリコ） ボーカル
- masa（マサ） ギター
- su-3（スーサン） キーボード

## ディスコグラフィー

### シングル
1. Candy爆弾／予感（2006年6月18日）自主制作
  1. Candy爆弾（作詞：norico・作曲：masa）
  2. 予感（作詞：norico・作曲：su-3）
2. You Know?（2006年9月22日）自主制作
  1. You Know?（作詞：norico・作曲：masa）
3. White Christmas（2006年12月20日）自主制作
  1. White Christmas（作詞：norico・作曲：masa）

### アルバム
1. LoveComugic（2007年2月9日）M.E.C Records
  1. Candy爆弾（作詞：norico・作曲：masa）
  2. You Know?（作詞：norico・作曲：masa）
  3. Ready（作詞：norico・作曲：masa）
  4. 星に祈りを（作詞：norico・作曲：masa）
  5. マインドコントロール（作詞：norico・作曲：su-3）
  6. ぬくもり（作詞：norico・作曲：masa）
  7. 予感（作詞：norico・作曲：masa）
  8. 惑星（作詞：norico・作曲：masa）
  9. アリス（作詞：norico・作曲：masa）
  10. DRAMA（作詞：norico・作曲：su-3）

### 映画挿入歌
・映画「名前のない女たち」Candy爆弾（2010年公開）